# Lui-même
Lui-même est un éditeur français de jeux de société créé en 1999 par Philippe des Pallières et dissout en 2020. 
La société avait son siège à Saint-Père-en-Retz (Loire-Atlantique).

## Ligne éditoriale
Lui-même s'est spécialisé dans les jeux d'ambiance, avec une orientation particulière en faveur des jeux de bluff ou de double-guessing.
Depuis sa création, Lui-même s'est montré plutôt sélectif puisqu'il a édité en moyenne à peine un jeu par an (sans compter les extensions et rééditions).

## Quelques jeux Lui-même[2]
- 2001 : Les Loups-garous de Thiercelieux, Philippe des Pallières et Hervé Marly, Sceau d'excellence Option consommateurs  2003
- 2002 : La Guerre des moutons, Philippe des Pallières (édition Lui-même 2014)
- 2005 : Medici (VO 1995), Reiner Knizia
- 2009 : Les Loups-garous de Thiercelieux : Le Village, Philippe des Pallières et Hervé Marly
- 2010 : Boomerang, Dominique Ehrhard
- 2011 : Skull (Skull & Roses), Hervé Marly
- 2015 : Mafia de Cuba, Loïc Lamy